# Business Never Personal
Business Never Personal — четвёртый студийный альбом американского хип-хоп-дуэта EPMD, выпущенный 28 июля 1992 года на лейбле Def Jam/RAL/Chaos Recordings/Columbia.
Альбом был спродюсирован самими участниками группы, а также Mr. Bozack, Charlie Marotta и DJ Scratch. В записи альбома приняли участие Redman, K-Solo и Das EFX.
Business Never Personal достиг 14 места в чарте Billboard 200 и 5 места в чарте Top R&B/Hip Hop Albums в американском журнале Billboard. Альбом был сертифицирован RIAA как «золотой» 13 октября 1992 года.
Два сингла из альбома попали в чарты американского журнала Billboard: «Crossover» и «Head Banger». Ведущий сингл «Crossover» стал самым успешным, достигнув 42 места в чарте Billboard Hot 100. Песня критикует рэперов, которые переходят на стили R&B или поп, чтобы продать больше записей. Сингл «Crossover» был сертифицирован как «золотой» 16 ноября 1992 года. Песня «Head Banger» с Redman и K-Solo также стала хитом в 1992 году.
Участники группы, Эрик Сёрмон и Пэрриш Смит, начали испытывать проблемы с деньгами во время записи, что привело к ограблению дома Смита в 1992 году. Преступники утверждали, что Эрик Сёрмон заплатил им за это, в результате чего группа распалась вскоре после этого релиза. Каждый из них выпустил два сольных альбома в период с 1993 по 1996 год, а затем они воссоединились как дуэт в 1997 году.

## Приём критиков
| Оценки критиков                     | Оценки критиков                                                                    |
| Источник                            | Оценка                                                                             |
| ----------------------------------- | ---------------------------------------------------------------------------------- |
| Allmusic                            | 4,5 из 5 звёзд · 4,5 из 5 звёзд · 4,5 из 5 звёзд · 4,5 из 5 звёзд · 4,5 из 5 звёзд |
| Роберт Кристгау (The Village Voice) | (dud)                                                                              |
| The Rolling Stone Album Guide       | 3,5 из 5 звёзд · 3,5 из 5 звёзд · 3,5 из 5 звёзд · 3,5 из 5 звёзд · 3,5 из 5 звёзд |
| Entertainment Weekly                | B+                                                                                 |
| Washington Post                     | (благоприятный)                                                                    |
| Rolling Stone                       | 3 из 5 звёзд · 3 из 5 звёзд · 3 из 5 звёзд · 3 из 5 звёзд · 3 из 5 звёзд           |
| Artistdirect                        | 4,5 из 5 звёзд · 4,5 из 5 звёзд · 4,5 из 5 звёзд · 4,5 из 5 звёзд · 4,5 из 5 звёзд |
| The Source                          | 4,5 из 5 звёзд · 4,5 из 5 звёзд · 4,5 из 5 звёзд · 4,5 из 5 звёзд · 4,5 из 5 звёзд |

Allmusic присвоил альбому четыре с половиной звезды из пяти, добавив «Crossover, несомненно, самая запоминающаяся вещь, которую когда-либо создавала пара. Остальная часть альбома более сложна, но во всех отношениях она очаровательна… И если Эрик и Пэрриш ещё не ясно показали о предстоящем конце своего партнёрства, они делают это на последнем треке, где, в конце концов, образно убивают Джейн, проститутку-трансвестита, которая преследовала их на каждом альбоме». Роберт Кристгау дал альбому рейтинг  вскоре после его выпуска. В 2004 году The Rolling Stone Album Guide дал альбому три с половиной звезды из пяти, добавив «...Альбом имеет своих сторонников и свои горячие треки («Crossover»), но больше всего на свете он отмечает тот момент, когда партнёрство Смита и Сёрмона начало портиться творчески».

## Список композиций
| #  | Название                                          | Длительность |
| -- | ------------------------------------------------- | ------------ |
| 1  | «Boon Dox»                                        | 2:48         |
| 2  | «Nobody’s Safe Chump»                             | 2:12         |
| 3  | «Can’t Hear Nothing But The Music»                | 3:37         |
| 4  | «Chill»                                           | 2:57         |
| 5  | «Head Banger» (feat. K-Solo, Redman)              | 4:52         |
| 6  | «Scratch Bring It Back, Pt. 2 (Part 2 — Mic Doc)» | 3:04         |
| 7  | «Crossover»                                       | 3:49         |
| 8  | «Cummin' At Cha» (feat. Das EFX)                  | 4:03         |
| 9  | «Play The Next Man»                               | 3:36         |
| 10 | «It’s Going Down»                                 | 4:12         |
| 11 | «Who Killed Jane?»                                | 3:47         |

## Участники записи
- Эрик Сёрмон – рэп, музыкальный продюсер (все песни, кроме «Scratch Bring It Back, Pt. 2 (Part 2 — Mic Doc)»), автор песен
- Пэрриш Смит – вокал, музыкальный продюсер (все песни, кроме «Scratch Bring It Back, Pt. 2 (Part 2 — Mic Doc)»), автор песен
- Диджей Скретч – диджей (скретч) («Boon Dox», «Can’t Hear Nothing But The Music», «Scratch Bring It Back, Pt. 2 (Part 2 — Mic Doc)», «Cummin' At Cha», «Play The Next Man»), продюсер («Scratch Bring It Back, Pt. 2 (Part 2 — Mic Doc)»)
- K-Solo – рэп («Head Banger»)
- Redman – рэп («Head Banger»)
- Das EFX – рэп («Cummin' At Cha»)
- Мистер Бозак – сопродюсер (все песни, кроме «Can’t Hear Nothing But The Music» и «Scratch Bring It Back, Pt. 2 (Part 2 — Mic Doc)»)
- Чарли Маротта – звукорежиссёр, сопродюсер («Can’t Hear Nothing But The Music»)
- Иван «Док» Родригес – звукорежиссёр
- Дэйв Гринберг – звукорежиссёр
- Кен Уоллес – звукорежиссёр («It’s Going Down»)
- Тони Доуси – мастеринг
- Майкл Лавин – фотограф
- The Drawing Board – дизайнер (обложка альбома)

## Чарты

### Еженедельные чарты
| Чарт (1992)                            | Высшая позиция |
| -------------------------------------- | -------------- |
| США (Billboard 200)                    | 14             |
| США (Billboard Top R&B/Hip-Hop Albums) | 5              |

### Синглы
| 1992 | «Crossover»   | 42 | 14 | 1  |
| 1992 | «Head Banger» | —  | 75 | 11 |

## Сертификации
| Регион | Сертификация | Продажи  |
| --- | ------------ | -------- |
| США (RIAA) | Золотой      | 500,000^ |
| * Данные о продажах приведены только на основе сертификации. ^ Данные о тиражах приведены только на основе сертификации. |              |          |